# يوهان كريستيان دانيال فون شريبر
یوهان کریستیان دانیل فون شربر (بالألمانية: Johann Christian Daniel von Schreber)‏ (تورينغن 1739 - إرلنغن 1810) هو عالم طبيعة ألماني.

## أعماله
- Beschreibung der Gräser
- Lithographia Halensis
- Schreberi Novae Species Insectorvm
- Die Säugetiere in Abbildungen nach der Natur mit Beschreibungen
- Theses medicae

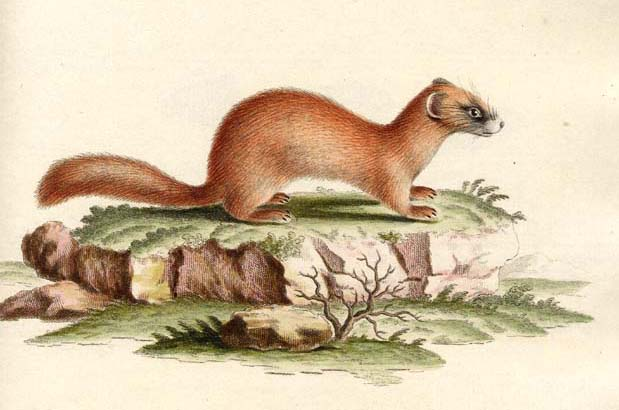
ابن عرس سيبيري
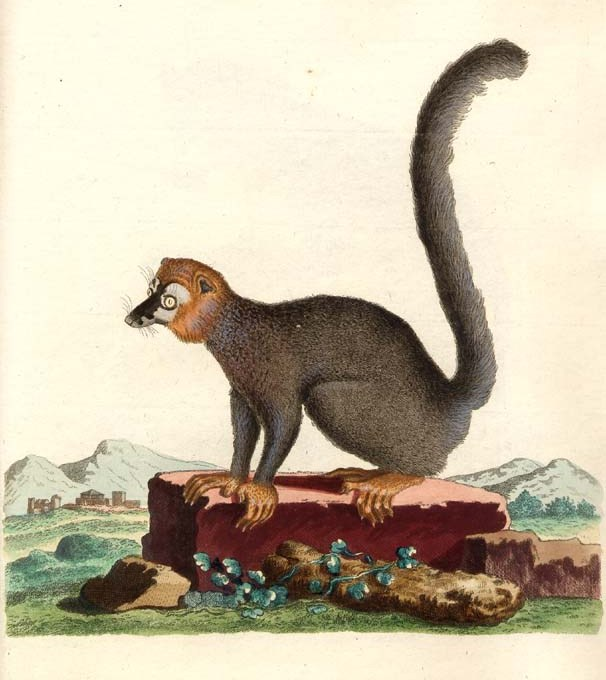
ليمور نمسي
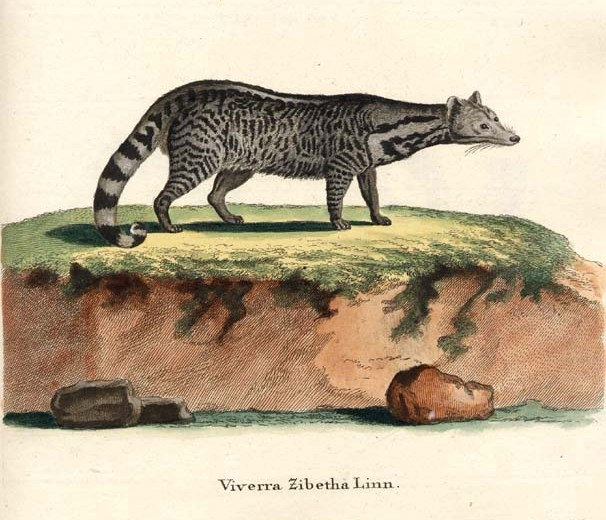
الزباد الهندي الكبير
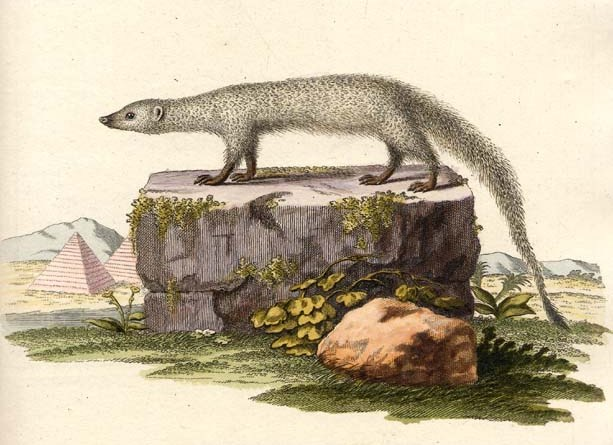
نمس مصري
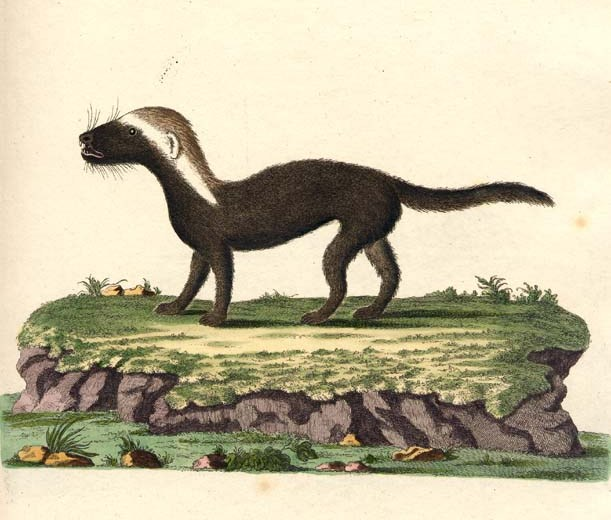
Galictis vittata
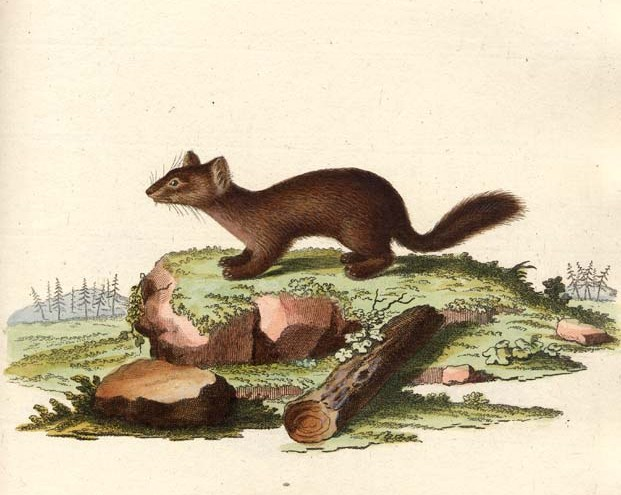
سمور
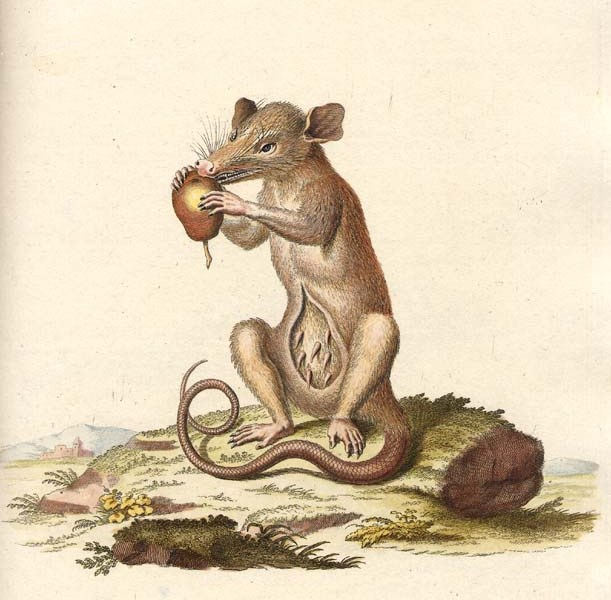
أبوسوم شائع
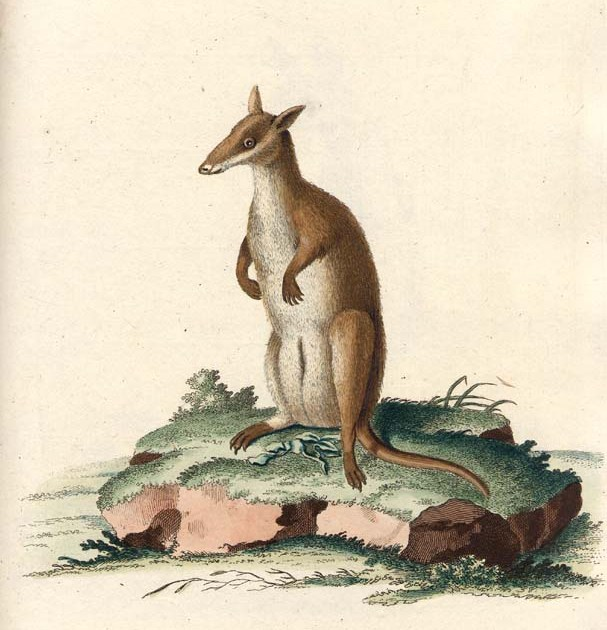
Thylogale brunii
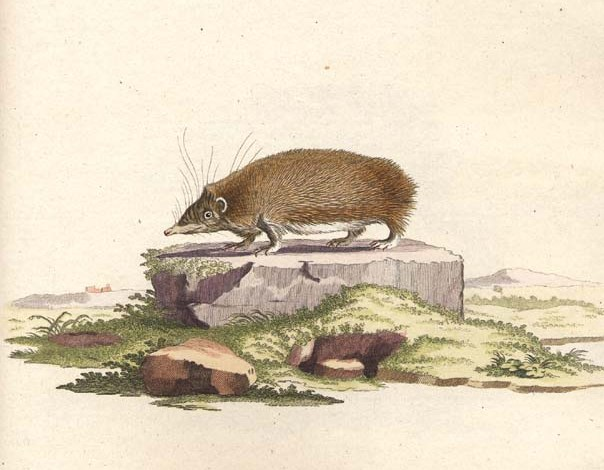
مدال قنفذي كبير
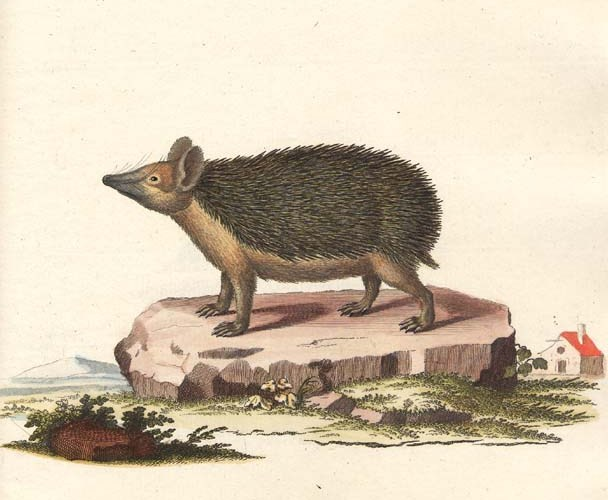
قنفذ طويل الأذن
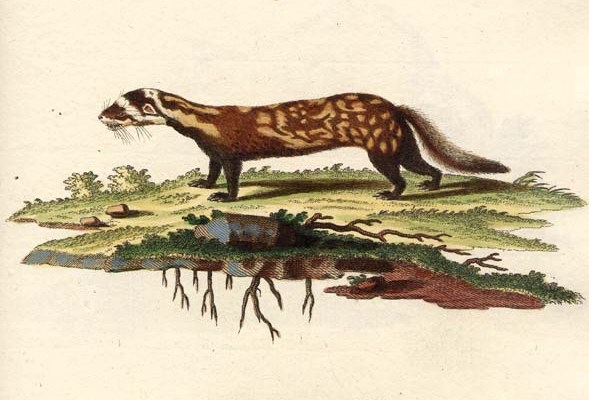
ابن عرس منتن مجزع
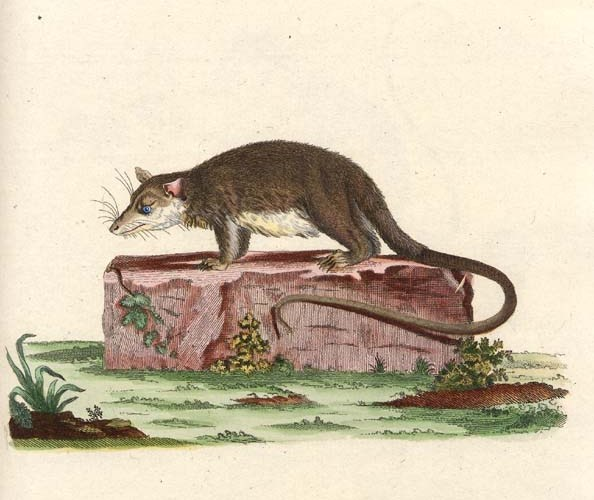
Caluromys philander